# Pattinaggio di velocità ai XXIII Giochi olimpici invernali - 10000 m maschile
La gara dei 10000 m maschile di pattinaggio di velocità dei XXIII Giochi olimpici invernali di Pyeongchang si è svolta il 15 febbraio 2018 sulla pista dell'ovale di Gangneung a partire dalle ore 20:00 (UTC+9).
Il pattinatore canadese Ted-Jan Bloemen ha conquistato la medaglia d'oro, mentre l'argento e il bronzo sono andati rispettivamente all'olandese Jorrit Bergsma e all'italiano Nicola Tumolero.

## Record
Prima della manifestazione il record del mondo e il record olimpico erano i seguenti:
| Record mondiale | 12'36"30 | Ted-Jan Bloemen Canada     | 21 novembre 2015 Salt Lake City, Stati Uniti |
| Record olimpico | 12'44"45 | Jorrit Bergsma Paesi Bassi | 18 febbraio 2014 Soči, Russia                |

Durante la competizione è stato battuto il seguente record:
| Data        | Evento     | Atleta          | Nazione     | Tempo    | Record          |
| ----------- | ---------- | --------------- | ----------- | -------- | --------------- |
| 15 febbraio | Batteria 4 | Jorrit Bergsma  | Paesi Bassi | 12'41"98 | Record olimpico |
| 15 febbraio | Batteria 5 | Ted-Jan Bloemen | Canada      | 12'39"77 | Record olimpico |

## Risultati
| Pos.    | Batteria | Corsia | Atleta            | Nazione       | Tempo    | Distacco | Note            |
| ------- | -------- | ------ | ----------------- | ------------- | -------- | -------- | --------------- |
| Oro     | 5        | O      | Ted-Jan Bloemen   | Canada        | 12'39"77 | -        | Record olimpico |
| Argento | 4        | I      | Jorrit Bergsma    | Paesi Bassi   | 12'41"98 | +2"21    |                 |
| Bronzo  | 5        | I      | Nicola Tumolero   | Italia        | 12'54"32 | +14"55   |                 |
| 4       | 3        | O      | Lee Seung-hoon    | Corea del Sud | 12'55"54 | +15"77   |                 |
| 5       | 2        | O      | Jordan Belchos    | Canada        | 12'59"51 | +19"74   |                 |
| 6       | 6        | O      | Sven Kramer       | Paesi Bassi   | 13'01"02 | +21"25   |                 |
| 7       | 6        | I      | Patrick Beckert   | Germania      | 13'01"94 | +22"17   |                 |
| 8       | 1        | O      | Bart Swings       | Belgio        | 13'03"53 | +23"76   |                 |
| 9       | 3        | I      | Moritz Geisreiter | Germania      | 13'06"35 | +26"58   |                 |
| 10      | 1        | I      | Ryousuke Tsuchiya | Giappone      | 13'10"31 | +30"54   |                 |
| 11      | 2        | I      | Håvard Bøkko      | Norvegia      | 13'17"47 | +37"70   |                 |
| 12      | 4        | O      | Davide Ghiotto    | Italia        | 13'27"09 | +47"32   |                 |